# Circunscripción uninominal
Una circunscripción uninominal es una circunscripción electoral de la que resulta elegido un único miembro para un órgano compuesto por múltiples miembros, como un parlamento. La alternativa son las circunscripciones plurinominales, o la circunscripción única.
Algunos sistemas electorales que utilizan circunscripciones uninominales son el escrutinio mayoritario uninominal, la segunda vuelta electoral, la segunda vuelta instantánea, el voto aprobatorio, el recuento Borda y el método de Condorcet. De estos, el escrutinio mayoritario uninominal y la segunda vuelta electoral son los más comunes.
En algunos países, tales como Australia o la India, los miembros de la cámara baja del parlamento son elegidos mediante circunscripciones uninominales, mientras que los miembros de la cámara alta son elegidos mediante circunscripciones plurinominales.